# Largo Fernando Torres

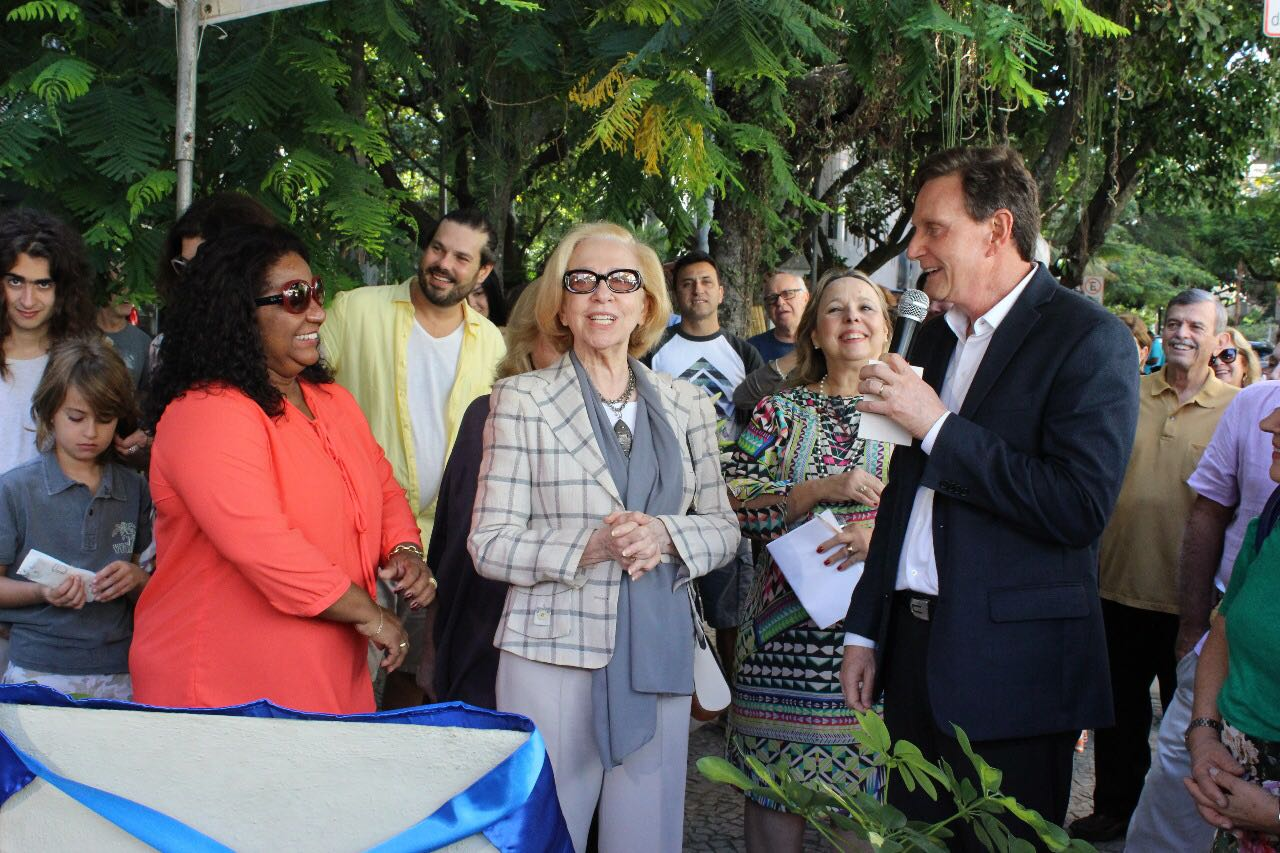
O então prefeito Marcelo Crivella e a atriz Fernanda Montenegro durante a cerimônia de inauguração do largo

O Largo Fernando Torres é um largo situado no bairro de Ipanema, na Zona Sul da cidade do Rio de Janeiro. Localiza-se no cruzamento da Rua Almirante Saddock de Sá com a Rua Alberto de Campos.
Foi inaugurado no dia 3 de junho de 2017, em cerimônia que contou com a presença do prefeito carioca Marcelo Crivella e da atriz Fernanda Montenegro. O espaço, para a inauguração, recebeu a intervenção da Comlurb, que realizou o plantio do canteiro, e da Secretaria Municipal de Conservação e Meio Ambiente (SECONSERMA), responsável pela recuperação do piso de pedras portuguesas.
O logradouro recebeu o nome Largo Fernando Torres por homenagear o capixaba Fernando Torres, um ator que também desempenhou as funções de diretor e produtor de teatro, cinema e televisão ao longo de sua vida. Casado com a atriz Fernanda Montenegro, Fernando faleceu em setembro de 2008 vítima de um enfisema pulmonar.